# Ергин, Дэниел
Дэниел Говард Ергин (Daniel Howard Yergin, р. 6 февраля 1947) — американский экономист и автор книг. Лауреат Пулитцеровской премии. Является соучредителем и президентом консалтинговой компании Cambridge Energy Research Associates, с 2004 года входящей в состав IHS Markit. Известен как автор книг по нефтяной и газовой промышленности.

## Ранние годы
Родился в Лос-Анджелесе, штат Калифорния. Отец — репортер в «Чикаго Трибьюн», мать — скульптор и художник. Окончил среднюю школу в Беверли-Хиллз; получил степень бакалавра Йельского университета (1968). В студенческие годы работал корреспондентом Йель Дейли Ньюс и был одним из основателей The New Journal. Получил докторскую степень в области международных отношений в Кембриджского университета (1974), где обучался по стипендии Маршалла. Состоит почётным доктором Горной школы шт. Колорадо, университета Хьюстона и университета Миссури.

## Карьера
С 1978 по 1980 год работал преподавателем в Гарвардской школе бизнеса, затем, до 1985 года, — в Гарвардской школе управления им. Джона Ф. Кеннеди. В 1982 г. основал консалтинговую компанию Cambridge Energy Research Associates. С 2004 года является вице-президентом компании IHS Markit, после того как последняя приобрела CERA.

## Книги
Первая книга Ергина «Shattered Peace», посвящена причинам «холодной войны».
В соавторстве с Робертом Стобоу (Robert B. Stobaugh) написал исследование «Энергетическое будущее» для Гарвардской школы бизнеса; книга стала бестселлером по версии газеты Нью-Йорк Таймс.
Наибольшую известность получила книга Ергина «Добыча: Всемирная история борьбы за нефть, деньги и власть», отмеченная Пулитцеровской премией в 1992 году и премией Экклза за лучшую популярную книгу по экономике. По книге был снят одноимённый документальный сериал (The Prize: The Epic Quest for Oil, Money & Power) ПБС/Би-би-си, собравший более 20 миллионов зрителей. В 1997 году Ергин получил премию министерства энергетики США за «достижения в области энергетики и укрепление международного взаимопонимания».
Следующая книга «Russia 2010 and What It Means for the World», написанная в соавторстве с Тэйн Густафсон, описывает сценарии развития России после распада Советского Союза. За ней последовала книга «The Commanding Heights: the Battle for the World Economy», написанная в соавторстве с Джозефом Станислоу, посвященная вопросам глобализации и переделу рынков. По книге был снят шестичасовой телесериал[какой?] ПБС/Би-би-си. При работе над фильмом Ергин брал интервью у известных политических деятелей, в числе которых Билл Клинтон, Дик Чейни, Гордон Браун, Ньют Гингрич и Роберт Рубин.
В сентябре 2011 года вышла книга Ергина «The Quest: Energy, Security, and the Remaking of the Modern World», продолжившая его же изложение истории мировой нефтяной и газовой промышленности, а также вопросов энергетической безопасности, изменения климата и поиска возобновляемых источников энергии. В 2016 году книга вышла на русском языке.

## Дискуссия о запасах нефти
Ергин подверг критике прогнозы скорого исчерпания запасов нефти (т. н. «пик нефти»), указав, что такие прогнозы делаются не впервые. Прогнозы снижения добычи нефти делались, по меньшей мере, четыре раза: в 80-х годах XIX в., после обеих мировых войн, и в 1970-х годах. Ергин указывает, что теория «пика нефти» Хабберта игнорирует влияние экономики и технологического прогресса. Ергин предсказывает не снижение, а выход на постоянный уровень добычи по мере того, как рост цен и умеренный спрос будут стимулировать производство.
Сторонники теории пика нефти оспаривают выводы Ергина. Так, известный специалист-нефтяник Жан Лаеррер утверждал в 2011 году, что Ергин упускает из вида некоторые основные факты, что ведёт к ошибочным выводам.

## Любопытные факты
- Все свои книги Ергин пишет от руки[18].